# زفاف سپید
زفاف سپید (انگلیسی: Noce Blanche) یک فیلم درام فرانسوی به کارگردانی ژان-کلود بریسو است که در سال ۱۹۸۹ منتشر شد. از بازیگران آن می‌توان به ونسا پارادی و برونو کرمر اشاره کرد.

## داستان
در دبیرستانی در سن-اتین، ماتیلد ۱۷ ساله، که به غیبت کردن در کلاس معروف است، دیر به کلاس فلسفه می‌رسد و در کلاس پذیرفته نمی‌شود. معلم او، فرانسوا هاینو، کمی بعد او را در ایستگاه اتوبوسی، درحالی که حالش خوب نیست، می‌بیند. ماتیلد که می‌خواهد برای استراحت به خانه برود، معلم اش با ماشین همراه اش می‌شود. در پایان روز فرانسوا به خانه او برمیگردد و ماتیلد برای او توضیح می‌دهد: والدین اش در اینجا زندگی نمی‌کنند، مادرش قصد خودکشی دارد و در بیمارستان بستری است و پدرش روان‌پزشک ساکن پاریس است. ماتیلد از فرانسوا می‌خواهد که برای شام پیش او بماند، در آن لحظات پیوند گرمی بین این دو ایجاد می‌شود. فرانسوا از او می‌خواهد سخت درس بخواند و در فردا به کلاس بیاید.
روز بعد دخترک جوان به کلاس می‌آید و به خاطر توضیح دادن ناخودآگاه به خوبی، در کلاس برتری می‌یابد. آقای هاینو که تحت تأثیر قرار گرفته بود، طی یک شورای انضباطی به نفع او مداخله کرد تا به ماتیلد اجازه دهند تا دو ماه دیگر، تا عید پاک، در مؤسسه بماند. در پایان روز فرانسوا به نزد ماتیلد برمیگردد تا به او نشان دهد که می‌تواند درخشان باشد اما او علاقه‌ای به تحصیل اش ندارد. روز بعد در کلاس فرانسوا به او کمک می‌کند تا یک درس را در ریاضی بفهمد اما زمانی که نوبت به یک پسر هم سن و سال ماتیلد می‌رسد، او می‌رود و ماتیلد شروع به حسادت می‌کند.
ماتیلد با درک این مسئله، پیشرفت‌های واضحی به معلم اش می‌دهد. ماتیلد به او خبر می‌دهد که شب را کنار او بیاید، ماتیلد حتی در کلاس هم دست او را لمس کرده بود، پس از یک روز غیبت دیگر، فرانسوا به خانه او دوباره می‌رود. دختر و معلم اش با هم می‌خوابند. همسر فرانسوا متوجه می‌شود که شوهرش جذب یکی از شاگردانش شده‌است.
در طول هفته بعد، ماتیلد همه دروس پیشرفت تحصیلی قابل‌توجهی داشت و حذف او دیگر مهم نبود. در طول تعطیلات عید، فرانسوا و ماتیلد قصد دارند دو هفته را با هم بگذرانند، اما یک اقدام جدید خودکشی توسط مادر ماتیلد، او را مجبور می‌کند که برای دیدن او در بیمارستان برود. قبل از رفتن، او به فرانسوا اعتراف می‌کند که دو برادر بزرگترش فروشنده مواد مخدر بوده و برای زندگی به خارج از کشور رفته‌اند. ماتیلد که به دنبال خروج آنها از کشور، فقیر شده بود، خود مصرف‌کننده مواد غیرقانونی بود، سپس با وارد شدن به یک شبکه به مدت سه سال به تن‌فروشی پرداخت و سپس به تنهایی از آنجا خارج شد.
همسر فرانسوا که از تماس‌های بی‌شمار ماتیلد با تلفن خانه شأن خسته شده، خانه را ترک می‌کند. فرانسوا خود را تنها می‌بیند و به مبادلات تلفنی خود با ماتیلد که عمیقاً عاشق او شده‌است می‌چسبد. دختر جوان زودتر از حد انتظار بر می‌گردد و از فرانسوا می‌خواهد که همسرش را ترک کند. با این حال، او از این واقعیت آگاه است که عشق آنها غیرممکن است، نگران حرف مردم است و امتناع می‌کند. دو عاشق از هم جدا می‌شوند.
ماتیلد بعد از تعطیلات به کلاس برمی گردد و تحریک آمیز بازی می‌کند. او با یکی از همکلاسی‌هایش وارد رابطه می‌شود و ظاهراً او را در کلاس فلسفه نشان می‌دهد. او داوطلبانه توجه فرانسوا را با داشتن رابطه در اتاقی که در آن کپی‌هایش را تصحیح می‌کند، جلب می‌کند. او مرتباً وقتی تلفن را برمی‌دارد، بدون اینکه کلمه‌ای بگوید، با هاینو تماس می‌گیرد و همسر فرانسوا را تهدید می‌کند. یک روز، فرانسوا، ماتیلد را در غیاب دانش آموزان به کلاس خود می‌برد تا او را برای توقف این کارهایش فراخواند. ماتیلد به او تامید می‌کند که او را دوست دارد، فرانسوا نمی‌تواند مقاومت کند و در همین حین این دو عاشق یکدیگر را می‌بوسند. دانش آموزی آنها را می‌بیند، به همکلاسی‌هایش هشدار می‌دهد و این رسوایی منجر به دخالت مدیر مدرسه می‌شود. ماتیلد بلافاصله به پاریس فرستاده می‌شود. مادرش فردای این حادثه فوت کرد. فرانسوا هاینو که توسط دولت مقصر شناخته می‌شود، به دانکرک فرستاده می‌شود. همسرش از او جدا شده و در سن اتین مانده‌است.
یک سال بعد، پلیس شهرداری دانکرک با فرانسوا تماس می‌گیرد و به او می‌گوید که جسد اش در نزدیکی خانه اش پیدا شده‌است. فرانسوا متوجه می‌شود که او اتاقی را در مقابل دبیرستان دانکرک گرفته بود تا او را از پنجره ببیند. صاحب اتاقی که دختر در آن اقامت داشت توضیح می‌دهد که او اجازه داد بمیرد. ماتیلد پیامی را برای معلم سابق خود بر روی دیوار گذاشت و به فکر فیلسوفی که با هم مطالعه کردند نوشته: «اقیانوس، فرانسوا، اقیانوس آنجاست.» دختر جوان روی کتابی که نویسنده آن است، «بخشش» را نوشت.

## تولید

### انتخاب نقش
این اولین فیلم ونسا پارادی است که در زمان فیلم‌برداری ۱۶ ساله بود. ابتدا، شارلوت ولاندره برای بازی نقش ماتیلد، مورد نظر قرار گرفته شد: طبق گفته بازیگر، نقش از او فرار می‌کرد زیرا از او از تولید کردن این فیلم خودداری کرد. کارگردان ژان کلود بریسو به اظهارات این بازیگر واکنش نشان داد و تصریح کرد که وضعیت سلامتی شارلوت ولاندره واقعاً سازندگان را نگران کرده بود، او سرانجام ونسا پارادی را انتخاب کرده بود زیرا به نظر او بیشتر با این شخصیت سازگار بوده‌است.
ژان کلود بریسو به مجله پلاتین گفت که قبل از انتخاب برونو کرمر برای نقش اصلی فیلمش، ابتدا به آلن دلون برای ایفای نقش فرانسوا فکر کرده بود.

### فیلم‌برداری

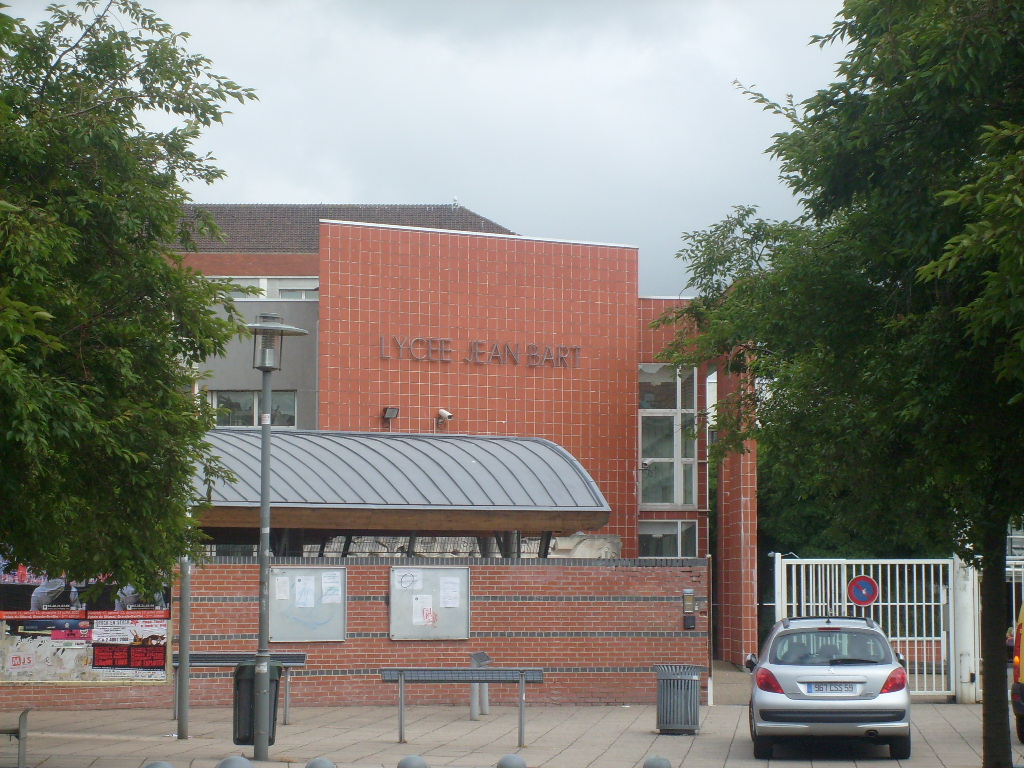
Lycée Jean Bart, ein Drehort des Films

فیلم‌برداری عمدتاً در سن-اتین به ویژه خیابان دو آمیس و در کالج پورتیل روژ انجام شد. بخش‌های دیگری از فیلم‌برداری در دانکرک اتفاق افتاد، به ویژه در لیسه ژان بارت.

## جوایز و نامزدی‌ها
- جوایز سزار (فرانسه)
  - برنده: ونسا پارادی برای آتیه‌دارترین بازیگر زن
  - نامزد: لودمیلا میکائیل برای بهترین بازیگر زن نقش مکمل
  - نامزد: بهترین پوستر پوستر (دومینیک بوچارد)